# Gottfried von Bismarck-Schönhausen

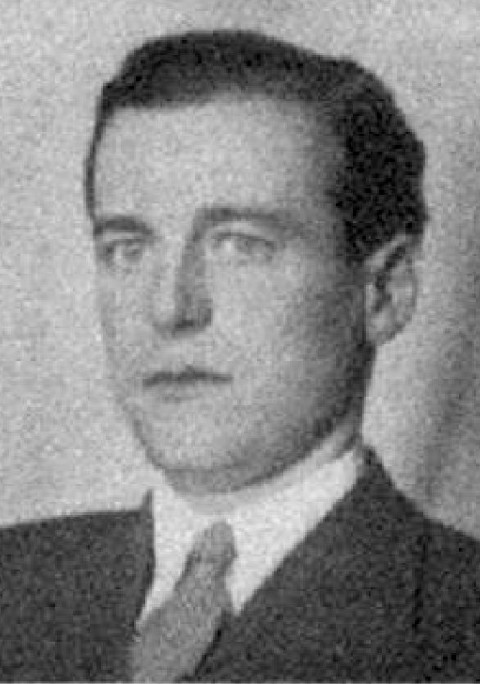
Gottfried Graf von Bismarck-Schönhausen, um 1934

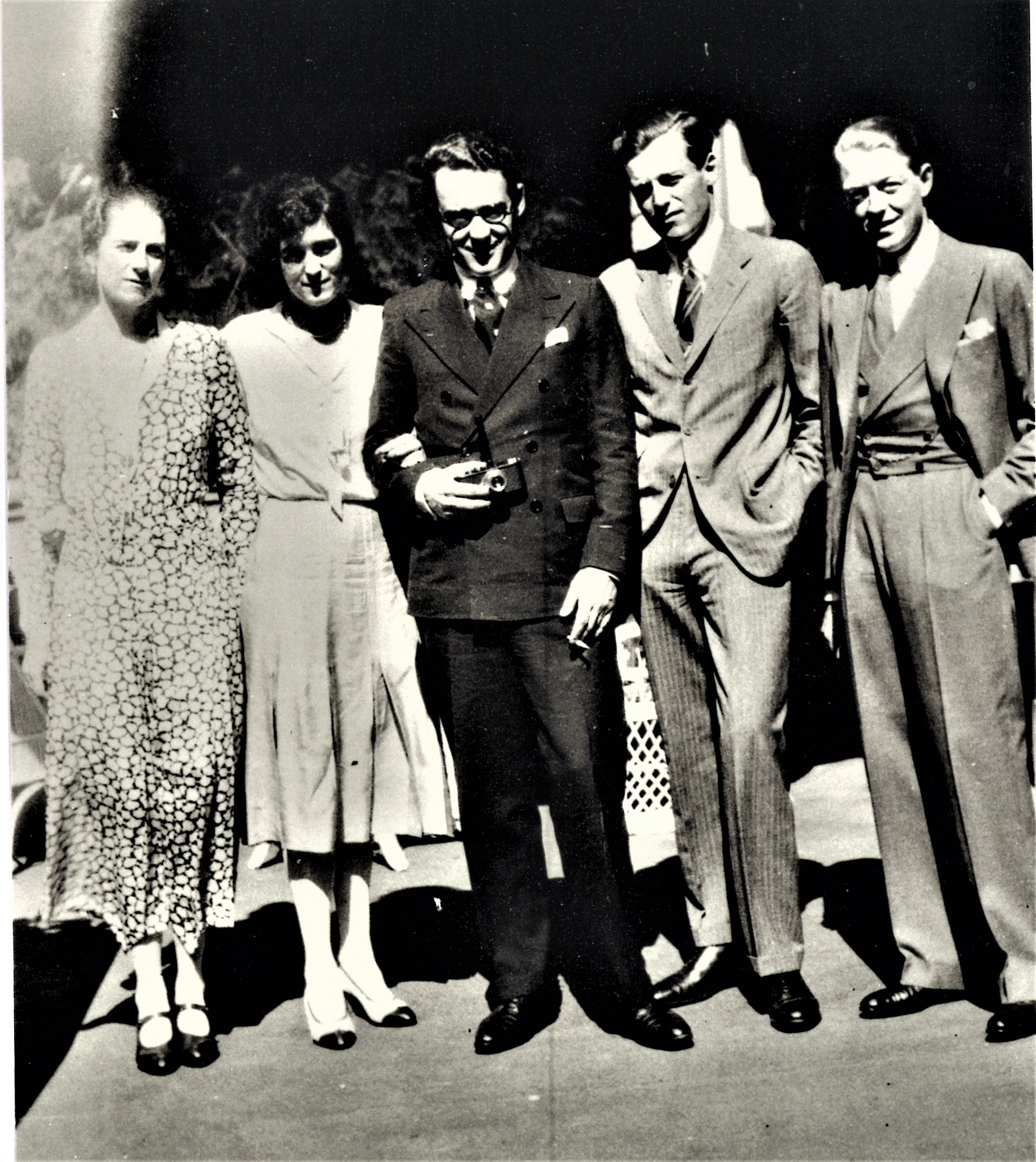
Gottfried Graf von Bismarck-Schönhausen mit seinen Geschwistern Hannah, Goedela, Otto und Albrecht 1941

Gottfried Graf von Bismarck-Schönhausen (* 29. März 1901 in Berlin; † 14. September 1949 in Verden/Aller) war ein deutscher Politiker (NSDAP).

## Leben
Von Bismarck-Schönhausen entstammte dem Adelsgeschlecht von Bismarck und war der zweite Sohn von Herbert Fürst von Bismarck sowie ein Enkel des ersten Reichskanzlers Otto von Bismarck. Seine Brüder waren der ehemalige CDU-Bundestagsabgeordnete Otto Fürst von Bismarck sowie Albrecht von Bismarck (1903–1970), seine Schwestern waren Hannah von Bredow und Goedela von Keyserling.
Nach dem Abitur in Plön trat Bismarck 1919 in den Grenzschutz Ost ein und absolvierte anschließend ab 1921 ein Studium der Rechtswissenschaft in Heidelberg, München und Kiel, das er 1924 mit dem ersten juristischen Staatsexamen beendete. Nach Studienreisen durch Europa in den Jahren 1925 und 1926 war Bismarck von 1927 bis 1928 für die Hamburg-Amerika-Linie in Hamburg und New York tätig. Von 1928 bis 1929 gehörte Bismarck der Geschäftsführung des Reichsverbandes der Deutschen Industrie in der Abteilung Handelspolitik an. Anschließend betätigte er sich von 1930 bis 1933 als Landwirt im pommerschen Reinfeld. 1930 wurde er Corpsschleifenträger von Saxo-Borussia Heidelberg.
Bismarck, zuvor Anhänger der Deutschnationalen Volkspartei, trat zum 1. September 1932 der NSDAP bei (Mitgliedsnummer 1.290.912). Von 1933 bis 1934 war er Landrat und NSDAP-Kreisleiter auf Rügen, zeitweise in Personalunion. Zum 1. Februar 1935 wurde er zum Regierungspräsidenten von Stettin ernannt, blieb nebenberuflich Landwirt in Reinfeld, 1938 wechselte er in gleicher Funktion in den Regierungsbezirk Potsdam. Von März 1933 bis 1944 gehörte er dem Reichstag an.
Er heiratete 1937 in Wien seine Cousine Melanie Gräfin Hoyos, Tochter der Edméé (Marquis) de Loys-Chandieu und des K. und K. Gesandten Alexander Graf von Hoyos, Gutsbesitzer auf Schwertberg. Die Familie von Gottfried und Melanie lebte später im Wechsel in Potsdam und in Pommern auf Herrenhaus Reinfeld (B).
Bismarck gehörte spätestens seit 1935 der SS an (SS-Nummer 231.947) und wurde jährlich zum nächsthöheren Dienstgrad befördert, 1935 Untersturmführer, September 1936 Obersturmführer, November 1936 Hauptsturmführer, 1937 Sturmbannführer und 1938 Standartenführer (Oberst). Des Weiteren gehörte er bald dem Freundeskreis Reichsführer SS an und wurde 1943 zum SS-Oberführer sowie Anfang 1944 zum SS-Brigadeführer ernannt.
Nach dem Attentat auf Adolf Hitler am 20. Juli 1944 wurde Bismarck wegen des Verdachts der Beteiligung im Konzentrationslager Sachsenhausen inhaftiert. Aus abgefangenen Funksprüchen ergibt sich, dass er zeitweilig auch im KZ Flossenbürg und im KZ Ravensbrück bei Fürstenberg war. Im August 1944 wurde er aus der NSDAP ausgeschlossen.
Graf von Bismarck-Schönhausen kam am 14. September 1949 zusammen mit seiner Ehefrau bei einem Autounfall ums Leben. Sie hinterließen die drei Kinder, alle in Berlin geboren, Vendula (Vendeline) (1937–1968), Barbara (1939–1986) und Andreas (1941–2013), den Vater von Stephanie zu Guttenberg.